# Carsten Lömker
Carsten Lömker (Dortmund, RFA, 3 de septiembre de 1964) es un deportista alemán que compitió para la RFA en piragüismo en la modalidad de aguas tranquilas,  ganador de una medalla de bronce en el Campeonato Mundial de Piragüismo de 1987 en la prueba de K4 10 000 m.

## Palmarés internacional
| Campeonato Mundial | Campeonato Mundial | Campeonato Mundial | Campeonato Mundial |
| Año                | Lugar              | Medalla            | Evento             |
| ------------------ | ------------------ | ------------------ | ------------------ |
| 1987               | Duisburgo (RFA)    | Medalla de bronce  | K4 10 000 m        |